# Štrbovac
Štrbovac (en serbe cyrillique : Штрбовац) est un village de Serbie situé dans la municipalité de Babušnica, district de Pirot. Au recensement de 2011, il comptait 52 habitants.
Štrbovac se trouve au pied de la montagne Suva Planina.

## Démographie
| 1948 | 1953 | 1961 | 1971 | 1981 | 1991 | 2002 | 2011 |
| ---- | ---- | ---- | ---- | ---- | ---- | ---- | ---- |
| 952  | 958  | 913  | 668  | 390  | 192  | 115  | 52   |

|  |